# جرج اووی
جرج اووی (انگلیسی: George Ovey؛ ‏ ۱۳ دسامبر ۱۸۷۰ – ۲۳ دسامبر ۱۹۵۱) با نام اصلی جرج اوورتون اودل بازیگر اهل ایالات متحده آمریکا بود.
از فیلم‌هایی که وی در آن نقش داشته‌است، می‌توان به عشق‌بازی زودگذر و بی‌پروای چاقالو، آلیس در سرزمین عجایب، تئودورا وحشی می‌شود، ولز فارگو، ویکتور هربرت بزرگ، زن سال، احمق آمریکایی خوش‌تیپ، عمل خشونت و مادام دو باری اشاره کرد.